# Alois Mikyška
Alois Mikyška (9. května 1831 Olbramkostel – 4. září 1903 Brňov) byl český právník a politik, poslanec Moravského zemského sněmu a Říšské rady za moravské staročechy; starosta Valašského Meziříčí.

## Život
Studoval práva na Vídeňské univerzitě, ale doktorát získal na pražské Karlo-Ferdinandově univerzitě. Roku 1863 si ve Valašském Meziříčí otevřel svou advokátní kancelář. Stal se tak prvním advokátem, který v tomto městě působil. Velice aktivně se zúčastňoval společenského života. Ovlivnil také vznik několika městských spolků a zařízení (podílel se například na založení gymnázia, podporoval vznik Sokola a hasičského sboru). Mikyška se také zasazoval o regulaci vodních toků na Valašsku a podporoval vznik městských parků Abácie a Botanika.
V doplňovacích volbách 25. srpna 1874 byl zvolen na Moravský zemský sněm za kurii venkovských obcí, obvod Valašské Meziříčí, Rožnov, Vsetín. Mandát zde obhájil i ve zemských volbách roku 1878.
Ve volbách roku 1879 se stal i poslancem Říšské rady (celostátní zákonodárný sbor), kde zastupoval kurii venkovských obcí, obvod Valašské Meziříčí, Uherský Brod, Místek atd. Mandát obhájil za stejný okrsek i ve volbách roku 1885.
Po volbách v roce 1879 se na Říšské radě připojil k Českému klubu (jednotné parlamentní zastoupení, do kterého se sdružili staročeši, mladočeši, česká konzervativní šlechta a moravští národní poslanci). Jako člen parlamentního Českého klubu se uvádí i po volbách v roce 1885.
Roku 1890 byl Alois Mikyška zvolen starostou Valašského Meziříčí. U valašskomeziříčských občan byl velice oblíben. Přezdívalo se mu Valašský pánbíček nebo Valašský král. V roce 1874 si ve městě postavil také výstavný dům.
Zemřel 4. září 1903, kdy se zastřelil na svém statku v obci Brňov. Příčinou Mikyškovy sebevraždy byl pravděpodobně pád občanské záložny, jíž byl Mikyška ředitelem. Občané kvůli tomu přišli o své finanční úspory a kladli to Mikyškovi za vinu. Nikdy však jeho podíl na pádu záložny potvrzen nebyl. Pohřben byl na hřbitově ve Veselé.